# Luis Sánchez López
Luis Sánchez López   (Sabadell, 9 de maig de 1957) és un ex-pilot de motocròs català que destacà en competicions estatals durant la dècada de 1970. Debutà en competició a les 3 Hores de Martorelles i aviat acumulà èxits en competicions de la categoria júnior. La temporada de 1975 passà a la categoria superior (aleshores, la sènior) i tingué una actuació destacada al Campionat d'Espanya de motocròs, on assolí la novena plaça final i fou el millor pilot d'OSSA (cal dir que els altres dos pilots de la marca barcelonina, Randy Muñoz i Mingo Gris, l'abandonaren només començar la temporada en fitxar per Montesa).